# تملية فورية
التملية الفورية هو المصطلح العام للتملية بواسطة مراسلي المحكمة لتقديم نصوص على شاشات الكمبيوتر في غضون ثوانٍ قليلة من نطق الكلمات باستخدام تقنيات نصية في الوقت الفعلي. يسمح البرنامج المتخصص للمشاركين في جلسات المحكمة أو الإفادات بتدوين الملاحظات في النص وإبراز الأجزاء للرجوع إليها في المستقبل.
تستخدم التملية الفورية أيضًا في بيئة البث إذ يُطلق عليها "التسمية التوضيحية".

## فرص عمل
تُستخدم التقارير الفورية في مجموعة متنوعة من المجالات، بما في ذلك الترفيه والتلفزيون والإنترنت والقانون.
تشمل هذه المهن ما يلي:
1. يستخدم المراسلون القضائيون طرقًا مختصرة لتقديم نصوص فورية على شاشات الكمبيوتر في أثناء إجراء محاكمة أو إفادة.
2. يساعد مراسلو الترجمة الفورية (CART) ضعاف السمع عن طريق نسخ الكلمات المنطوقة، مما يمنحهم إمكانية الوصول الشخصي إلى الاتصالات التي يحتاجون إليها يومًا بعد يوم.
3. يستخدم مراقبو البث التلفزيوني تقنية إعداد التقارير الفورية للسماح للأشخاص ضعاف السمع أو الصم برؤية ما يُقال في البث التلفزيوني المباشر مثل الأخبار، وبث الطوارئ، والأحداث الرياضية، وعروض الجوائز، وغيرها من البرامج.
4. يقدم مراسلو المعلومات عبر الإنترنت (أو البث عبر الإنترنت) تقارير فورية عن اجتماعات المبيعات والمؤتمرات الصحفية والأحداث الأخرى، بينما ينقلون النصوص في الوقت نفسه إلى أجهزة الكمبيوتر في جميع أنحاء العالم.
5. وظائف إدخال البيانات السريعة الأخرى.[1]

## كاتب تقارير المحكمة
إن مهمة مراسل المحكمة هي تدوين الكلمات الدقيقة التي يتحدث بها كل مشارك في أثناء إجراءات المحكمة أو التصريحات. بعد ذلك، يقدم محررو المحكمة نصوصًا حرفية. السبب في الحصول على نسخة رسمية من المحكمة هو أن التملية الفورية تسمح للمحامين والقضاة بالوصول الفوري إلى النص. كما أنه يساعد عندما تكون هناك حاجة للبحث عن معلومات من الإجراء. بالإضافة إلى ذلك، يمكن لجماعة الصم وضعاف السمع أيضًا المشاركة في العملية القضائية بمساعدة النسخ في الوقت الفعلي التي يوفرها محررو المحكمة.

### التعليم والتدريب
المستوى المطلوب لمراسل المحكمة أن يحصل عليه هو شهادة جامعية أو شهادة ما بعد الثانوية.
من أجل أن تصبح مراسلًا للمحكمة، يجري توفير أكثر من 150 برنامجًا تدريبيًا للمراسلين في المدارس الخاصة، وكليات المجتمع، والجامعات التي تعمل بنظام الأربع سنوات. بعد التخرج، يمكن لمراسلي المحاكم أن يختاروا مواصلة السعي للحصول على شهادات لتحقيق مستوى أعلى من الخبرة وزيادة قابليتهم للتسويق في أثناء البحث عن وظيفة. في معظم الولايات، أصبحت شهادات الكفاءة من NCRA أو من وكالات الدولة مطلوبة الآن لمراسلي المحاكم من أجل التأهل للتعيينات. تهدف NCRA إلى وضع معيار وطني لشهادة محرري المحكمة، ومنذ عام 1937 قدمت برنامجها للمصادقة الذي جرى قبوله الآن من قبل 22 دولة بدلاً من تراخيص الدولة.
تشمل برامج تدريب المراسلين الصحفيين على سبيل المثال:
1. التدريب على مهارة الكتابة السريعة، أو بطرق مختصرة، والذي سيمكن الطلاب من تسجيل 225 كلمة على الأقل في الدقيقة بدقة.
2. التدريب على الكتابة، والذي سيمكن الطلاب من كتابة 60 كلمة على الأقل في الدقيقة.
3. تدريب عام في اللغة الإنجليزية، والذي يغطي جوانب القواعد وتكوين الكلمات وعلامات الترقيم والهجاء والكتابة بالأحرف الكبيرة.
4. أخذ دورات متعلقة بالقانون من أجل فهم المبادئ العامة للقانون المدني والجنائي، والمصطلحات القانونية والعبارات اللاتينية الشائعة، وقواعد الإثبات، وإجراءات المحكمة، وواجبات محرري المحاكم، وأخلاقيات المهنة.
5. زيارات للمحاكمات الفعلية.
6. أخذ دورات في علم التشريح وعلم وظائف الأعضاء ودراسة الكلمات الطبية بما في ذلك البادئات الطبية والجذور واللواحق.[5]

بخلاف المراسلين الرسميين في المحكمة، الذين يجري تعيينهم للعمل في محكمة معينة، هناك أنواع أخرى من مراسلي المحاكم تشمل المراسل المستقل، الذي يعمل إما لحساب شركة تقارير المحكمة أو يعمل لحسابه الخاص. وهم يختلفون عن مراسلي المحكمة الرسميين من حيث أن لديهم فرصًا للعمل في نطاق أوسع من المهام والعمل على أساس الأجر بالساعة. الاستماع للصحفيين يعملون في جلسات استماع الوكالات الحكومية. يعمل المراسلون التشريعيون في هيئات صنع القوانين. إن الطلب على المراسلين لا يقتصر على جلسات المحكمة فقط. هناك حاجة أيضًا إلى المراسلين في المؤتمرات والاجتماعات والاتفاقيات والتحقيقات، ومجموعة متنوعة من الصناعات ذات الاحتياجات لأصحاب العمل الذين يتمتعون بمهارات إدخال البيانات في الوقت الفعلي.

## التملية للغات المختلفة
تعد خدمات التملية ضرورية عالميًا، لذلك فهي لا تقتصر على اللغة الإنجليزية. إن قدرة المختزل على نسخ اللغات إلى ما هو أبعد من اللغة الإنجليزية هي قيمة خاصة لأن المجتمع ككل يصبح متعدد اللغات بشكل متزايد. يتطلب التعليم في النسخ فهمًا شاملاً لتلك اللغة. تمثل الاختلافات الصوتية بين اللغة الإنجليزية واللغات الأخرى تحديًا خاصًا في نقل مهارات التملية إلى لغات أخرى. تمثل الطرق المختصرة الأصوات المختلفة للغة في نظام رسمي للاختصار، لذا فإن الاختلافات داخل مجموعات الأصوات التي تظهر في اللغات الأخرى تتطلب نظامًا بديلًا للتملية المختصرة. على سبيل المثال، يتطلب وجود الإدغام الثنائي والإدغام الثلاثي في الإسبانية تمييز أصوات معينة لن تكون موجودة في اللغة الإنجليزية عند تحويلها إلى اختصار.

## الخلافات
كان استخدام التملية في سياق المناقشات اللغوية مثيرًا للجدل. عادة، هناك نوعان من السجلات اللغوية تعد ذات صلة علمية. أولاً، السجلات اللغوية للسمات الصوتية العامة، وثانيًا، السجلات التي تركز فقط على الأصوات المميزة للغة. في حين أن التدوينات الصوتية ليست غير شرعية تمامًا، فإن التدوينات بدون تعليقات تفصيلية كافية فيما يتعلق بأي سمات لغوية، أو تملية لمصادر ذات جودة رديئة، لديها فرصة كبيرة لسوء تفسير المحتوى. إلى جانب سوء التفسير، يمكن أن يؤدي المدون أيضًا إلى التحيز الثقافي والجهل الذي ينعكس على تدوينه. قد تتسبب هذه الحالات في تعطيل الموثوقية في التملية الفورية، مما قد يؤثر على كيفية النظر إلى الكلام المكتوب كدليل لقضية في المحكمة.

### مشكلات الجودة
يمكن أن تكون المشاكل في التملية الفورية بسبب جودة المدون أو المصدر الأصلي الذي يجري تدوينه. يمكن أن يأتي المدونون من مستويات مختلفة من المهارات وخلفية التدريب. هذا يجعل المدون عرضة لسوء الجودة، أو إذا كانت التملية تجري بواسطة عدة أشخاص، فإن ذلك يؤدي إلى عدم تناسق المحتوى.
إذا كان مصدر التدوين عبارة عن تسجيل، فقد تعود المشكلة إلى جودة جهاز التسجيل (عطل ميكانيكي، وموت البطارية، وما إلى ذلك) أو عدم وضوح التسجيل نفسه (ضوضاء في الخلفية، وضع ضعيف للمسجل، إلخ. .).